# Aparato digestivo (insectos)

Anatomía interna del insecto.
1: cerebro; 2: ganglio; 3: cuerpo allatum; 4: cuerpo faríngeo; 5: aorta; 6: ganglio stomacal; 7: buche; 8: ventrículo; 9: válvula cardíaca; 10: mesenterón; 11: hemocele; 12: ventrículo; 13: corazón; 14: ostiolo; 15: recto; 16: ano; 17: vagina; 18: ganglio frontal; 19: anillo periesofágico; 20: epifaringe; 21: faringe; 22: gnatocerebro; 23: esófago; 24: ganglio ventral; 25: válvula pilórica; 26: tubos de Malpighi; 27: proctodeo; 28: ovariola; 29: ovario; 30: espermateca

El aparato digestivo o canal alimenticio de los insectos es un conducto, generalmente algo enrollado que se extiende desde la boca al ano. Se divide en tres regiones: el estomodeo, el mesenterón y el proctodeo. Cada una de estas tres regiones puede estar subdividida en subregiones. Separando estas regiones hay válvulas y esfínteres que regulan el paso del alimento de una a otra.

## Estomodeo
La parte anterior del tubo digestivo comienza en la boca donde se encuentran las piezas bucales que varían en los diferentes órdenes de insectos y que suelen presentar diferencias profundas entre la larva y el adulto. El estomodeo generalmente se diferencia en faringe (dentro de la misma boca), esófago (un tubo delgado que se extiende a continuación de la faringe), buche (un ensanchamiento en la parte final del esófago) y los proventrículos. A continuación se encuentra la válvula estomodeal que regula el paso de alimentos y de jugos digestivos de estomodeo al mesenterón.
El interior del estomodeo está cubierto de una membrana relativamente gruesa, hecha de cutícula, que a veces tiene pliegues y proyecciones o bien cerdas o espículas. Es reemplazado en cada muda. 
La parte anterior del estomodeo posee músculos dilatadores. Estos músculos están más desarrollados en la región faríngea de insectos chupadores en los que la faringe funciona como una bomba.

## Glándulas labiales
La mayoría de los insectos posee un par de glándulas debajo de la parte anterior del canal alimenticio. Los conductos de estas glándulas se extienden hacia delante y se unen en un ducto común que se abre cerca de la base del labio o de la hipofaringe. Generalmente se las conoce con el nombre de glándulas salivales pero no siempre segregan saliva. Es más apropiado llamarlas glándulas labiales. Generalmente hay un ensanchamiento del ducto de cada glándula que sirve de reservorio de la secreción. Las glándulas labiales de las larvas de Lepidoptera e Hymenoptera segregan seda que es utilizada en la confección de capullos o de refugios. En otros insectos las glándulas labiales segregan veneno.

## Mesenterón
El intestino medio o mesenterón es un saco alargado de diámetro generalmente uniforme. A veces se subdivide en dos o más partes. Generalmente presenta divertículos (los ciegos gástricos) que suelen encontrarse cerca de la parte anterior del mesenterón. 
El intestino medio no tiene cutícula, ni tampoco segrega mucus para lubricar la comida y proteger las células epiteliales. En cambio, las células epiteliales segregan una fina membrana de quitina y proteína, llamada membrana peritrófica la cual impide que los alimentos entren en contacto directo con las células epiteliales. Esta membrana es permeable, permitiendo el paso de enzimas digestivas en una dirección y de los productos de la digestión en la dirección opuesta. Se desprende, envuelve a una porción de los alimentos y es eliminada con los productos digestivos.
El epitelio del mesenterón es más grueso que el de otras porciones del tubo digestivo y tiene irregularidades y proyecciones en forma de dedos. El mesenterón está rodeado de una capa muscular más fina que la del estomodeo.

## Proctodeo
La parte final del intestino se extiende desde la válvula pilórica hasta el ano. La parte posterior está sostenida por músculos que se insertan en las paredes abdominales. Se pueden diferenciar por lo menos dos partes en el proctodeo: el intestino anterior y el recto. El intestino anterior puede ser un simple tubo o estar subdividido en íleo y colon. Los tubos de Malpighi que tienen función excretoria desembocan en la parte anterior del proctodeo.
El proctodeo está cubierto de cutícula al igual que el estomodeo, pero ésta es más fina y es permeable al agua...
El aparato digestivo de los insectos presenta gran variación dentro de este plan general. Los adultos de ciertas especies de insectos viven muy poco tiempo y no se alimentan; por lo tanto carecen de aparato digestivo, por ejemplo las efímeras y ciertas mariposas nocturnas o polillas, tales como los (satúrnidos) y las polillas de la ropa (miembros de la familia Tineidae).
Las larvas de muchas especies tienen una alimentación totalmente diferente a la de los adultos. El aparato digestivo está adaptado para este fin y puede presentar profundas diferencias con el del adulto.

Cámara de filtración de Cercopidae
1: estomodeo; 2: válvula cardíaca; 3: parte anterior del mesenterón; 4: Cámara de filtración; 5: membrana peritoneal; 6: parte media del mesenterón; 7: tubos de Malpighi; 8: parte posterior del mesenterón; 9: proctodeo; 10: recto.

## Cámara de filtración
Muchos hemípteros tienen una modificación del canal alimenticio conocida como la cámara de filtración que sirve para extraer agua de los alimentos que llegan al estomodeo. Consiste de dos partes sostenidas por tejido conectivo, la parte posterior del mesenterón y la parte anterior del proctodeo. Sirve para eliminar el exceso de agua que entra con los alimentos en insectos chupadores.